# Elena i sekret Avaloru
Elena i sekret Avaloru (ang. Elena and the Secret of Avalor) – amerykański film animowany z gatunku fantasy z 2016 roku w reżyserii Jamiego Mitchella. Wyprodukowany przez Disney Television Animation.
Amerykańska premiera filmu odbyła się 20 listopada 2016 roku na dwóch kanałach, Disney Channel i Disney Junior. W Polsce premiera filmu odbyła się 3 grudnia 2016 roku na antenie Disney Channel.
Film jest crossoverem dwóch seriali animowanych Disneya, Elena z Avaloru i Jej Wysokość Zosia. Akcja filmu ma miejsce przed pierwszym serialem.

## Fabuła
Księżniczka Zosia odkrywa tajemnicę związaną z jej amuletem. Okazuje się, że w amulecie jest uwięziona od 41 lat księżniczka Elena z królestwa Avaloru, która potrzebuje pomocy. Na Zosię czeka bardzo ważne zadanie: uwolnienie księżniczki Eleny.

## Dubbing

### Oryginalny dubbing
- Ariel Winter – Księżniczka Zosia
- Aimee Carrero – Księżniczka Elena
- Jane Fonda – Shuriki
- Sara Ramírez – Królowa Miranda
- Darcy Rose Byrnes – Księżniczka Amber
- Tyler Merna – Książę Janek
- Travis Willingham – Król Roland II
- Barbara Dirikson – Flora
- Chris Parnell – Błysk
- Yvette Nicole Brown – Luna
- Carlos Alazraqui – Monsun
- Jenna Ortega – Księżniczka Izabela
- Emiliano Díez – Francisco
- Julia Vera – Luisa
- Christian Lanz – Kanclerz Esteban
- Jillian Rose Reed – Naomi
- Joseph Haro – Mateo
- Keith Ferguson – Zuzo
- André Sogliuzzo – Alakazar
- Joe Nunez – Armando
- Ana Ortiz – Rafa

### Polski dubbing
Wersja polska: SDI Media Polska

Reżyseria: Joanna Węgrzynowska-Cybińska

Kierownictwo muzyczne: Agnieszka Tomicka

Kierownictwo produkcji: Beata Jankowska

Dialogi: Elżbieta Pruśniewska

Teksty piosenek: 
- Ryszard Kunce („Nasz czas”),
- Tomasz Robaczewski

Producent polskiej wersji językowej: Disney Character Voices International, Inc.

Wystąpili:
- Magda Kusa – Zosia
- Zosia Nowakowska – Elena
- Julia Totoszko – Izabela
- Natalia Jankiewicz – Amber
- Weronika Humaj – Naomi
- Aneta Todorczuk-Perchuć – Królowa Miranda
- Anna Szymańczyk – Luna
- Anna Ułas – Luisa
- Magdalena Warzecha – Shuriki
- Grzegorz Kwiecień – Król Roland II
- Mateusz Ceran – Janek
- Marek Barbasiewicz – Francisco
- Karol Wróblewski – Esteban
- Sebastian Perdek – Armando
- Wojciech Brzeziński – Monsun
- Modest Ruciński – Błysk
- Maciej Zuchowicz – Mateo
- Przemysław Stippa – Zuzo
- Tomasz Grochoczyński – Alakazar

W pozostałych rolach:
- Agnieszka Bogdan – Rafa
- Katarzyna Kozak – Flora
- Marta Markowicz – tłum ludzi
- Joanna Węgrzynowska-Cybińska – 
  - tłum ludzi,
  - chłopiec z fletem
- Anna Wodzyńska – tłum ludzi
- Krzysztof Bartłomiejczyk – 
  - jeden z marynarzy,
  - tłum ludzi,
  - strażnik Shuriki #2,
  - przyjaciel Rafy #1,
  - strażnik Shuriki #4,
  - strażnik Shuriki #6
- Maksymilian Bogumił – 
  - woźnica,
  - jeden z marynarzy,
  - tłum ludzi,
  - strażnik więzienny #2,
  - strażnik Shuriki #5,
  - strażnik Shuriki #8
- Wojciech Chorąży – 
  - admirał statku,
  - tłum ludzi,
  - strażnik Shuriki #3,
  - przyjaciel Rafy #2
- Kamil Pruban – 
  - jeden z marynarzy,
  - tłum ludzi,
  - strażnik Shuriki #1,
  - strażnik Shuriki #7
- Otar Saralidze – 
  - strażnik więzienny #1,
  - tłum ludzi
- Paweł Wiśniewski – 
  - jeden z marynarzy,
  - tłum ludzi

Wykonanie piosenek:
- „The Great Unknown”: Magda Kusa, Natalia Jankiewicz, Aneta Todorczuk-Perchuć, Grzegorz Kwiecień, Antoni Scardina
- „Duch Avaloru”: Ewa Prus, Modest Ruciński, Wojciech Brzeziński, Jakub Jurzyk, Krzysztof Pietrzak
- „Mój czas”: Zosia Nowakowska
- „Mój czas” (repryza): Zosia Nowakowska, Magda Kusa, Natalia Jankiewicz, Aneta Todorczuk-Perchuć, Grzegorz Kwiecień, Antoni Scardina, Paulina Łaba, Anna Sochacka, Natalia Piotrowska, Jakub Jurzyk, Krzysztof Pietrzak, Daniel Wojsa

Lektor: 
- Zosia Nowakowska (tytuł),
- Grzegorz Kwiecień (tyłówka)